# Rika Masuya
Rika Masuya (増矢 理花, 14 de setembre de 1995) és una futbolista japonesa.

## Selecció del Japó
Va debutar amb la selecció del Japó el 2014. Va disputar 27 partits amb la selecció del Japó.

## Estadístiques
| Selecció del Japó | Selecció del Japó | Selecció del Japó |
| Anys              | Partits           | Gols              |
| ----------------- | ----------------- | ----------------- |
| 2014              | 7                 | 2                 |
| 2015              | 3                 | 1                 |
| 2016              | 3                 | 0                 |
| 2017              | 2                 | 0                 |
| 2018              | 12                | 3                 |
| Total             | 27                | 6                 |